# Trifluormethyl

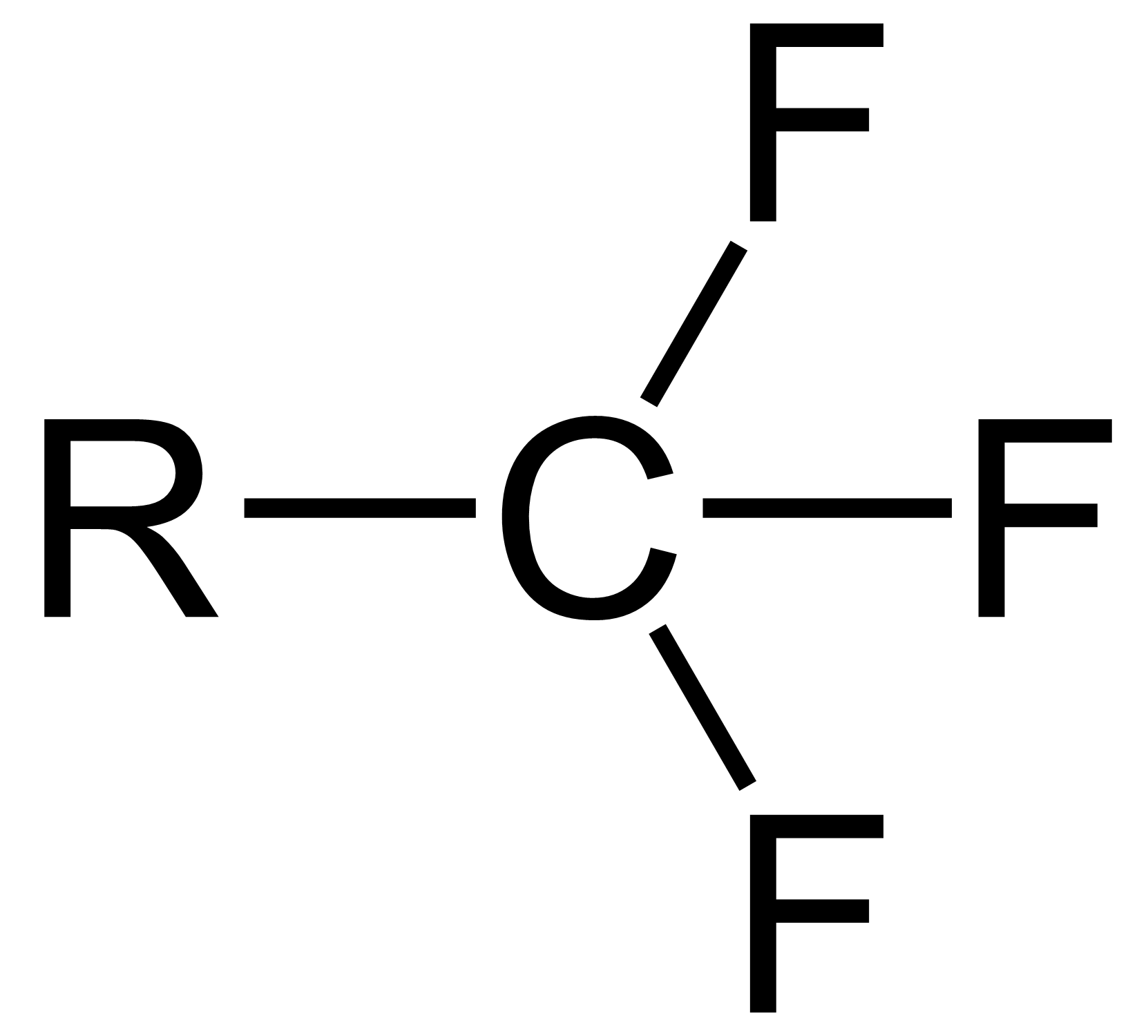
Struktura trifluormethylové skupiny

Trifluormethyl je funkční skupina se vzorcem -CF3, je odvozena z methylové skupiny (-CH3) nahrazením všech tří vodíkových stomů atomy fluoru. Nejjednodušší sloučenina s touto skupinou je trifluormethan CHF3.

## Vlastnosti
Trifluormethylová skupina má vysokou elektronegativitu, která bývá popisována jako něco mezi elektronegativitami fluoru a chloru. Díky tomu jsou trifluormethylové sloučeniny, jako například kyselina trifluormethansulfonová a kyselina trifluoroctová, často silnými kyselinami. Obdobně tato skupina omezuje zásaditost sloučenin jako je trifluorethanol.

## Využití
Trifluormethylová skupina je součástí molekul některých léčiv a uměle vyrobených abiotických sloučenin. V lékařství se trifluormethylové sloučeniny používají od roku 1928, i když intenzivnější výzkum začal až ve 40. letech 20. století. Tato skupina se často využívá k tvorbě derivátů nahrazováním chloridové či methylové skupiny, což se dá využít k úpravě vlastností sloučenin, například k ochraně methylové skupiny před metabolickou oxidací.
K významným léčivům obsahujícím trifluormethyl patří inhibitor reverzní transkriptázy HIV efavirenz, antidepresivum fluoxetin a nesteroidní antiflogistikum celecoxib.

## Příprava
Existuje několik postupů, jak zavést do sloučenin trifluormethylovou skupinu. U karboxylových kyselin lze použít reakci s fluoridem siřičitým. Trihalogenmethylové sloučeniny, hlavně trifluormethylestery a trifluormethylaromatické sloučeniny, lze připravit reakcí s fluoridem antimonitým nebo fluoridem antimoničným (tedy Swartsovou reakcí). U aromatických sloučenin je možné použít reakci aryljodidů s trifluormethylmědí. Trifluormethylované karbonylové sloučeniny lze vytvořit reakcí aldehydů a esterů s Ruppertovým činidlem.